# Kijów (województwo lubuskie)
Kijów (d. Kijowo) – wieś w Polsce położona w województwie lubuskim, w powiecie strzelecko-drezdeneckim, w gminie Drezdenko. Sołectwo Kijów obejmuje obszar o powierzchni 228,03 ha.
W latach 1975–1998 miejscowość administracyjnie należała do województwa gorzowskiego.